# Mieczysław Szlezer
Mieczysław Andrzej Szlezer (ur. 26 lipca 1955 w Krakowie) – polski skrzypek i pedagog, prorektor Akademii Muzycznej w Krakowie

## Życiorys
Rozpoczął edukację muzyczną w wieku sześciu lat pod kierunkiem swego ojca, skrzypka Zbigniewa Szlezera.
Absolwent Państwowej Wyższej Szkoły Muzycznej w Krakowie (klasa prof. Zbigniewa Szlezera, dyplom z wyróżnieniem w 1979). Studia podyplomowe odbywał w Indiana University School of Music w Bloomington (klasa prof. Josefa Gingolda i prof. Tadeusza Wrońskiego), w Konserwatorium Genewskim (klasa prof. Henryka Szerynga) oraz w Accademia Musicale Chigiana w Sienie (klasa prof. Franco Gulli). Prowadzi klasę skrzypiec oraz kameralistyki smyczkowej na Akademii Muzycznej w Krakowie, gdzie pracuje od 1978 roku. Profesor sztuk muzycznych (nominacja 5 grudnia 1995). Dokonał pierwszego w Polsce nagrania całości Sonat i Partit na skrzypce solo (wytwórnia Amadeus) i nagrania wyboru Suit wiolonczelowych w transkrypcji na altówkę Jana Sebastiana Bacha. Współpracował m.in. z wytwórniami: Amadeus, Equant–Japan, France Musique, IMC Tokyo, Moderato, PRiTV, Rai, STEBO, Yugoton.
Solista i koncertmistrz orkiestry Capella Cracoviensis (1978–1987) i Filharmonii Krakowskiej (1987–2000). Członek tria fortepianowego Artemus (od 1995), należy do Stowarzyszenia Polskich Artystów Muzyków.
Mąż Danuty Mroczek-Szlezer, ojciec Marka Szlezera.

## Nagrody i odznaczenia
- Złoty Medal za Długoletnią Służbę (nadanie Prezydenta RP z 5 lutego 2008)[potrzebny przypis]
- Srebrny Medal „Zasłużony Kulturze Gloria Artis” (27 września 2023)[7]
- Brązowy Medal „Zasłużony Kulturze Gloria Artis” (30 stycznia 2009)[7]
- Srebrny Krzyż Zasługi (decyzja prezydenta RP z 1 września 2017)[1]
- Medal Komisji Edukacji Narodowej (decyzja MEN z 13 sierpnia 2018)[8]
- Nagroda Ministra Kultury i Dziedzictwa Narodowego za całokształt działalności (2018)[8]
- Odznaka „Zasłużony Działacz Kultury”
- Złota Odznaka „Za Pracę Społeczną dla Miasta Krakowa”

## Publikacje
- George Polgreen Bridgetower: afropolak, który zdenerwował Beethovena, Kraków: Akademia Muzyczna w Krakowie, 2016.
- Regina Strinasacchi: archetyp skrzypaczki - wirtuoza późnego klasycyzmu, Kraków: Akademia Muzyczna w Krakowie, 2016.
- Feliks Janiewicz: polski skrzypek - zapomniany przez swoich, doceniony przez obcych, Kraków: Akademia Muzyczna w Krakowie, 2017.
- Mozartowie: synowie geniusza i ich przegrana walka o tożsamość, Kraków: Akademia Muzyczna w Krakowie, 2019.
- Skrzypce i altówka: instrukcja obsługi: podręcznik użytkownika, Kraków: Akademia Muzyczna w Krakowie, 2019.
- Zapamiętani i zapomniani, Kraków: Akademia Muzyczna w Krakowie (tom I 2022[9], tom II 2023).